# Arrondissement de Simmern
Das Arrondissement de Simmern (deutsch: Arrondissement Simmern, auch Bezirk von Simmern) war eine von drei Verwaltungseinheiten im Rhein-Mosel-Departement. Das Arrondissement war in den Jahren 1798 bis 1814 Teil der Französischen Republik (1798–1804) und des Französischen Kaiserreichs (1804–1814).
Unterpräfekt (frz. sous-préfet) war Ludwig Johann Christoph von Closen, Ritter der Ehrenlegion.
Aufgrund der Beschlüsse auf dem Wiener Kongress kam das Gebiet 1815 an das Königreich Preußen, ging 1816 im Regierungsbezirk Koblenz auf und wurde 1822 Teil der Rheinprovinz. Seit 1946 gehört das Gebiet zu Rheinland-Pfalz.

## Verwaltungsgliederung
Das Arrondissement gliederte sich in zehn Kantone, 33 Mairies und 246 Gemeinden, in denen im Jahr 1812 insgesamt 88.405 Einwohner lebten.
Kanton Bacharach
- Mairie Bacharach mit vier Gemeinden und 3.338 Einwohnern; Bürgermeister: Philippe-George Kellermann (1808, 1812), Frédéric Hildebrandt (1813)
- Mairie Niederheimbach mit drei Gemeinden und 1.714 Einwohnern; Bürgermeister: Fischer (1808), vakant (1812), Nicolas May (1813)
- Mairie Oberwesel mit einer Gemeinde und 2.247 Einwohnern; Bürgermeister: Balbiano (1808), Chardon (1812), Jean-Phippe Görtz (1813)
- Mairie Wiebelsheim mit sechs Gemeinden und 1.584 Einwohnern; Bürgermeister: Jean-Pierre Hartel

Kanton Kastellaun
- Mairie Gödenroth mit 16 Gemeinden und 3.443 Einwohnern; Bürgermeister: Frédéric-David Storck
- Mairie Kastellaun (Castellaun) mit 14 Gemeinden und 3.601 Einwohnern; Bürgermeister: Pierre-Joseph Hagemann

Kanton Kirchberg
- Mairie Dill mit sieben Gemeinden und 1.368 Einwohnern; Bürgermeister: François-Antonine Sauer
- Mairie Gemünden mit neun Gemeinden und 1.997 Einwohnern; Bürgermeister: H. J. Koch (1808, 1812), Philippe-George Kellermann (1813); eine der zehn Gemeinden gehört zum Kanton Kirn
- Mairie Kirchberg mit fünf Gemeinden und 1.711 Einwohnern; Bürgermeister: Karl F. Pfender (1808, 1812), Pierre Koch (1813)
- Mairie Niederkostenz (Niedercostenz) mit acht Gemeinden und 1.796 Einwohnern; Bürgermeister: Werner Josef Jung (1808), Jean-Pierre Mettetal
- Mairie Sohren mit zehn Gemeinden und 2.973 Einwohnern; Bürgermeister: Kaiserswerth (1808, 1812), George Mohr (1813)

Kanton Kirn
- Mairie Kirn mit zwölf Gemeinden und 3.362 Einwohnern; Bürgermeister: Aloyse Cadenbach
- Zum Kanton Kirn gehören auch fünf Gemeinden, die ansonsten der Mairie Monzingen zugeordnet waren sowie eine Gemeinde aus der Mairie Gemünden

Kanton Kreuznach
- Mairie Hüffelsheim mit sechs Gemeinden und 2.262 Einwohnern; Bürgermeister: Baum (1808), Jaques Bettinger (1813)
- Mairie Kreuznach (Creuznach) mit einer Gemeinde und 5.975 Einwohnern; Bürgermeister: K. J. Burret
- Mairie Langenlonsheim mit fünf Gemeinden und 3.327 Einwohnern; Bürgermeister: George Kohlmann
- Mairie Mandel mit sechs Gemeinden und 2.122 Einwohnern; Bürgermeister: Charles-Frédéric Minola

Kanton Sankt Goar
- Mairie Sankt Goar mit neun Gemeinden und 3.194 Einwohnern; Bürgermeister: Louis-Joseph Reis
- Mairie Pfalzfeld mit 13 Gemeinden und 2.046 Einwohnern; Bürgermeister: Jakob Leopold Denys (1808, 1812), Werner Josef Jung (1813)

Kanton Simmern
- Mairie Argenthal mit drei Gemeinden und 1.189 Einwohnern; Bürgermeister: Friedrich Neuer (1808), Charles Ernest (1813)
- Mairie Laubach mit acht Gemeinden und 1.991 Einwohnern; Bürgermeister: Pierre Weckmann
- Mairie Ohlweiler mit sechs Gemeinden und 1.770 Einwohnern; Bürgermeister: Johann Anton Dicht (1808, 1812), Jean-Baptiste Kaiserswerth
- Mairie Rheinböllen (Rheinbellen) mit neun Gemeinden und 1.967 Einwohnern; Bürgermeister: Jaques Mades
- Mairie Simmern mit 13 Gemeinden und 4.072 Einwohnern; Bürgermeister: Frédéric Chardon (1808),
- Mairie Unzenberg mit acht Gemeinden und 1.745 Einwohnern; Bürgermeister: Mathieu-Ignace Weygold

Kanton Sobernheim
- Mairie Monzingen mit zwölf Gemeinden und 3.589 Einwohnern; Bürgermeister: Adam W. Karsch (1808, 1812), Charles-Théodore Brunn (1812); fünf der zwölf Gemeinden gehört zum Kanton Kirn
- Mairie Sobernheim mit sieben Gemeinden und 4.369 Einwohnern; Bürgermeister: Förtig (1808), Adam J. Thesmar (1812, 1813)
- Mairie Winterburg mit neun Gemeinden und 2.325 Einwohnern; Bürgermeister: Schmitt (1808), George-André Jäger (1811, 1813)

Kanton Stromberg
- Mairie Stromberg mit zehn Gemeinden und 3.292 Einwohnern; Bürgermeister: Hecht (1808, 1812), Jean-Léopold Denys (1813)
- Mairie Waldalgesheim mit sieben Gemeinden und 2.683 Einwohnern; Bürgermeister: Jaques Rittig
- Mairie Wallhausen (Walhausen) mit acht Gemeinden und 2.484 Einwohnern; Bürgermeister: Karl Theodor Brünn (1808, 1812), François-Antonine Albertino (1813)
- Mairie Windesheim mit fünf Gemeinden und 2.386 Einwohnern; Bürgermeister: Joseph Deihl

Kanton Trarbach
- Mairie Enkirch mit drei Gemeinden und 2.422 Einwohnern; Bürgermeister: Pierre-Henri Schetter
- Mairie Trarbach mit neun Gemeinden und 4.071 Einwohnern; Bürgermeister: Charles-Frédéric Pfender